# Карл Сандбърг
Карл Сандбърг (на английски: Carl Sandburg) е американски поет, есеист, историк и журналист. Лауреат на наградата „Пулицър“ (1940, 1951) за събраните си стихотворения и за шесттомната биография на Абрахам Линкълн.

## Биография

### Произход и младежки години
Карл Сандбърг е роден в семейството на шведски емигранти. Баща му е ковач и железничар. На 13 години Сандбърг напуска училище и опитва различни професии. Работи в бръснарница, на строежи, разнася мляко, става бояджия и жъне пшеница в Канзас.
По време на Испано-американската война (1898) постъпва доброволец в армията. През 1908-1912 г. е активист на Социалдемократическата партия на САЩ в Милуоки и става секретар на кмета от същата партия. Там се запознава с бъдещата си съпруга, с която сключва брак през 1908 година и имат три дъщери. През Първата световна война е военен кореспондент.

### Творчески години
През 1912 година Сандбърг се установява в Чикаго като репортер на „Чикаго дейли нюз“ и „Дей Бук“. Там си създава име на поет още с първите си стихосбирки „В безразсъден екстаз“ (1904) и най-вече с „Чикагски поеми“ (1916). Откриват в него последовател на Уолт Уитман. Смятат го за един от най-важните творци на „Чикагския Ренесанс“ от началото на 20 век. Известност му спечелват и книгите му за деца „Приказки за страната Алабашия“ (1920, 1923). Сандбърг събира американски народни песни, които публикува през 1927 и 1950 г. В Чикаго започва да пише и прочутата си биография на президента Абрахам Линкълн.
Карл Сандбърг е известен с изказването си:
| „ | Един ден ще обявят война и никой няма да отиде. (Sometime they'll give a war and nobody will come.) | “ |

## Избрани творби

### Поезия
- In Reckless Ecstasy (1904)
- Chicago Poems (1916)
- Cornhuskers (1918)
- Smoke and Steel (1920)
- Slabs of the Sunburnt West (1922)
- Selected Poems (1926)
- Good Morning, America (1928)
- Early Moon (1930)
- The People, Yes (1936)
- Storm over the Land (1942)
- Harvest Poems (1950)
- Complete Poems (1950)
- Always Young Strangers (1953)
- Honey and Salt (1963)

### Проза
- Abraham Lincoln: The Prairie Years (1926)
- The American Songbag (1927)
- Steichen the Photographer (1929)
- Mary Lincoln: Wife and Widow (1932)
- Abraham Lincoln: The War Years (1939)
- The New American Songbag (1950)

## На български
- Абрахам Линкълн, биография. Превод от английски Атанас Славов. София: Отечествен фронт, 1963, 584 с.
- Чисти ръце, стихотворения. Превод от английски Кръстан Дянков, Здравко Кисьов. София: Народна култура, 1967, 204 с.
- Приказки за страната Алабашия. Превод от английски Петко Бочаров. София: Народна младеж, 1967, 252 с.
- Приказки за страната Алабашия. Превод от английски Петко Бочаров. София: Отечество, 1979, 191 с.
- Залезът на бизоните, стихотворения. Превод от английски Кръстан Дянков. Варна: Георги Бакалов, 1985, 191 с.
- Приказки за страната Алабашия. Превод от английски Петко Бочаров. София: Сиела: 2004, 192 с. (ISBN 954-649-686-3)